# Bar à chicha

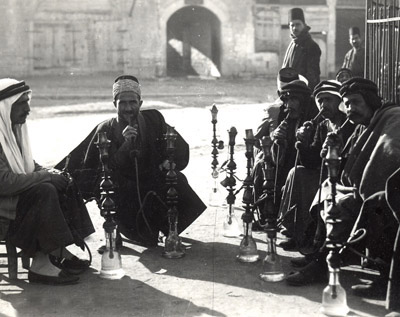
Devant un bar à Alep.

Un bar à chicha est un bar où les clients peuvent fumer le narguilé. C'est un élément de la culture arabe.

## Description
En Occident, généralement, les bars à chicha mettent en avant des éléments traditionnels, tels qu'une décoration arabisante, de la musique arabe et des boissons et mets orientaux tels que le café, le thé à la menthe ou le lait fermenté. Certains de ces bars ne disposent pas de licence les habilitant à vendre des boissons alcoolisées généralement par conviction religieuse : la loi islamique interdit aux musulmans de consommer de l'alcool. Bien qu'on puisse y manger, il s'agit plus d'une sorte de café – salon de thé où seule une restauration légère est proposée. Habituellement, pour des raisons d'hygiène, un embout à usage unique est prévu pour chaque utilisateur qui partage un narguilé commun pour la table.
Aux États-Unis, on les retrouve dans les quartiers où se trouvent des communautés issues de l'immigration.

## Réglementation
Comme la chicha, les lieux où celle-ci est consommée font l'objet de certaines interdictions selon les pays. En dépit d'un certain engouement pour ces lieux dans de nombreux pays (des centaines de bar à chicha auraient ouvert aux États-Unis), cette mode s'oppose à la généralisation des lois interdisant de fumer dans les lieux publics.
Au Royaume-Uni, la loi de 2007 interdisant de fumer dans les lieux publics (en) n'a pas empêché la multiplication de ce type d'établissements.
En France, les bars à chicha sont également soumis à l'application de lois similaires interdisant de fumer la chicha à l'intérieur de l'établissement, de sorte que la plupart des bars à chichas sont dans l'illégalité et éventuellement sanctionnés par l'administration des douanes et condamnés par les tribunaux,.
En Belgique également, il est interdit de fumer dans l'ensemble du secteur Horeca depuis le 1er juillet 2011. 
Le 21 novembre 2007, plusieurs propriétaires, salariés et clients de bars à chicha en France ont manifesté contre le décret du 1er janvier sur l'interdiction de fumer dans les bars-tabac.
Au Vietnam, Shisha est apparu en 2009. Actuellement, le Vietnam n'interdit pas de fumer la chicha,,.